# Niets Zonder Gods Zegen (schip, 1925)
De Niets Zonder Gods Zegen is een varend monument. Het werd gebouwd voor de beurtvaart in het Westland, Uithoorn, Amsterdam, Noord-Holland. Maar zo af en toe voor een reisje Zeeland voor aardappels. Na de oorlog werd er veel zand en grint mee gevaren op de Hollandsche IJssel en het rivierengebied van Zuid-Holland. De eerste eigenaar werd echter brugwachter bij Uithoorn en het schip werd vanaf die tijd gebruikt voor recreatie.
In de winter van 1979/'80 ging het schip naar de huidige eigenaar. Die liet er een nieuw gereviseerde DAF 575 motor in bouwen, een boegschroef en richtte het ruim in. Verder is het schip nog origineel zoals het in de beroepsvaart voer, met bedsteden in de roef voor schipper en kinderen. In 2009 werd het schip opgenomen in het Nationaal Register Varende Monumenten.
In diverse publicaties wordt het schip nog aangeduid als Niets Zonder en ook wel als Gods Zegen, omdat de naam van het schip vroeger over twee naamborden was verdeeld, die aan weerszijden van de boeg waren aangebracht. In de nieuwe regelgeving is dit niet meer toegestaan en zijn de naamborden in het voorjaar van 2019 aangepast.